# Gabriele Klein (Sozialwissenschaftlerin)

Gabriele Klein

Gabriele Klein (* 1957 in Wanne-Eickel) ist eine deutsche Soziologin, Kultur- und Tanzwissenschaftlerin.

## Leben
Gabriele Klein studierte zwischen 1977 und 1987 Soziologie, Geschichte, Sportwissenschaft, zeitgenössischen Tanz und Pädagogik an den Universitäten Bielefeld, Bochum und Essen sowie an der Amsterdamse Hogeschool voor de Kunsten. 1990 wurde sie an der Universität Bochum in Sozialwissenschaften promoviert. Ihre Dissertation wurde 1992 publiziert unter dem Titel: Frauen Körper Tanz. Eine Zivilisationsgeschichte des Tanzes. Seit der Veröffentlichung ihrer Dissertation gilt Gabriele Klein als eine der Pionierinnen der Tanzwissenschaft in Deutschland. Sie habilitierte sich 1998 mit der 1999 publizierten Studie: Electronic Vibration. Pop Kultur Theorie. 2002 übernahm sie eine Professur an der Universität Hamburg. Seit 2005 leitet sie dort zudem das interdisziplinäre Zentrum für Performance Studies und den gleichnamigen postgradualen Studiengang (www.performance.uni-hamburg.de). Sie hat zahlreiche internationale Gastprofessuren übernommen. Seit 2022 hat sie zudem die Professur für Ballett und Tanz (Hans van Manen Chair) an der Universität Amsterdam inne.
Seit 1994 tritt sie als Leiterin diverser Forschungsprojekte und Organisatorin zahlreicher nationaler und internationaler wissenschaftlicher Veranstaltungen auf. Zwischen 1997 und 2001 war sie Vorsitzende der Gesellschaft für Tanzforschung.

## Forschungsarbeit
Gabriele Kleins Forschungsarbeiten konzentrieren sich auf Körper-, Bewegungs- und Tanzforschung sowie auf Popkulturforschung, Performance-Studies, Gender Studies und Stadtforschung. Die von ihr entwickelten sozialwissenschaftlichen und geschlechtertheoretischen Perspektiven, für die sie internationale Auszeichnungen erhalten hat, wurden in nachfolgenden Forschungsarbeiten erweitert vor allem durch Untersuchungen über populäre Tanzformen in jugend- und popkulturellen Szenen, insbesondere in der Techno- und Hip-Hop-Kultur, lateinamerikanische Tänze und Cultural Performances, die sie vor allem in Alltag, Sport und den Künsten untersucht.
In den jüngeren Forschungen lag der Schwerpunkt auf der Globalisierung und Transnationalisierung von Tanzkulturen sowie der Aneignung und Verkörperung von Tanz- und Bewegungsmustern und ihren Bedeutungskontexten in verschiedenen lokalen und urbanen Kulturen. Tanzfigurationen sieht Gabriele Klein als besondere Weisen von sozialen Interaktionen, an denen die Körperlichkeit des Sozialen und die die Besonderheit anschaulich wird. Tanzforschung wird dadurch zu einem Untersuchungsfeld für eine Soziologie des Körpers. Die Konturen dieser sozialwissenschaftlichen Disziplin hat Gabriele Klein durch ihre Forschungsarbeiten wesentlich mitgeprägt.

## Buch-Veröffentlichungen

### Autorin
- Gabriele Klein / Katharina Liebsch: Ferne Körper. Berührung im digitalen Alltag. Stuttgart: Reclam 2022, ISBN 978-3-15-011412-4
- Pina Bausch's Dance Theater. Company, Artistic Practices and Reception. Transcript, Bielefeld 2020, ISBN 978-3-8376-5055-6
- Pina Bausch und das Tanztheater. Die Kunst des Übersetzens. Transcript, Bielefeld 2019, ISBN 978-3-8376-4928-4
- FrauenKörperTanz. Eine Zivilisationsgeschichte des Tanzes. Beltz Quadriga, Weinheim 1992, ISBN 978-3-88679-194-1
- Electronic Vibration. Pop – Kultur – Theorie. Rogner & Bernhard bei Zweitausendeins, Hamburg 1999, ISBN 978-3-8100-4102-9
- mit Malte Friedrich: Is this real? Die Kultur des HipHop. 4. Auflage. Suhrkamp, Frankfurt am Main 2011, ISBN 978-3-518-12315-7
- mit Gitta Barthel und Esther Wagner: Choreografischer Baukasten. Transcript, Bielefeld 2011, ISBN 978-3-8376-4677-1

### Herausgeberin
- mit Annette Treibel: Begehren und Entbehren. (= Bochumer Beiträge zur Geschlechterforschung). Centaurus, Pfaffenweiler 1993, ISBN 3-89085-642-X.
- mit Katharina Liebsch: Zivilisierung des weiblichen Ich. Suhrkamp, Frankfurt am Main 1997, ISBN 978-3-518-28905-1
- Tanz Bild Medien. (= Tanzforschung. Band 10). LIT, Berlin u. a. 2000, ISBN 3-8258-4448-X.
- mit Christa Zipprich: Tanz Theorie Text. (= Tanzforschung. Band 12). LIT, Berlin u. a. 2002, ISBN 3-8258-5901-0.
- Bewegung. Sozial- und kulturwissenschaftliche Konzepte. Transcript, Bielefeld 2004, ISBN 3-89942-199-X.
- Stadt. Szenen. Künstlerische Produktionen und theoretische Positionen. Passagen, Wien 2005, ISBN 3-85165-710-1.
- mit Wolfgang Sting: Performance. Positionen zur zeitgenössischen szenischen Kunst. Transcript, Bielefeld 2006, ISBN 3-89942-379-8.
- mit Michael Meuser: Ernste Spiele. Zur politischen Soziologie des Fußballs. Transcript, Bielefeld 2008, ISBN 978-3-89942-977-0.
- mit Jürgen Funke-Wieneke: Bewegungsraum und Stadtkultur. Sozial- und kulturwissenschaftliche Perspektiven. Transcript, Bielefeld 2008, ISBN 978-3-8376-1021-5.
- Tango in Translation. Tanz zwischen Medien, Kulturen, Kunst und Politik. Transcript, Bielefeld 2009, ISBN 978-3-8376-1204-2.
- mit Sandra Noeth: Emerging Bodies. The Performance of Worldmaking in Dance and Choreography. Transcript, Bielefeld 2011, ISBN 978-3-8376-1596-8.
- mit Bojana Kunst: On Labour and Performance. (= Performance Research. Vol. 17, No 6). Routledge 2012.
- mit Gabriele Brandstetter: Dance (and) Theory. Transcript, Bielefeld 2013, ISBN 978-3-8376-2151-8.
- mit Gabriele Brandstetter: Methoden der Tanzwissenschaft. Modellanalysen zu Pina Bauschs Le Sacre du Printemps. 2., überarbeitete und erweiterte Neuauflage. Transcript, Bielefeld 2015, ISBN 978-3-8376-2651-3.
- Choreografischer Baukasten. Das Buch. Transcript, Bielefeld 2015, ISBN 978-3-8376-3186-9.
- mit Robert Gugutzer und Michael Meuser: Handbuch Körpersoziologie. Band 1: Grundbegriffe und theoretische Perspektiven. Springer VS, Wiesbaden 2016, ISBN 978-3-658-04135-9.
- mit Robert Gugutzer und Michael Meuser: Handbuch Körpersoziologie: Band 2: Forschungsfelder und methodische Zugänge. Springer VS, Wiesbaden 2016, ISBN 978-3-658-04137-3.
- mit Hanna Katharina Göbel: Performance und Praxis. Praxeologische Erkundungen in Tanz, Theater, Sport und Alltag. Transcript, Bielefeld 2017, ISBN 978-3-8376-3287-3.
- mit Claudia Benthien: Übersetzen und Rahmen. Praktiken medialer Transformationen. Wilhelm Fink, München 2017, ISBN 978-3-7705-6107-0.
- mit Franz Anton Cramer: Materialities in Dance and Performance: Writing, Documenting, Archiving. Transcript, Bielefeld 2024, ISBN 978-3-8376-7064-6.